# غمار جرادي
الغمار الجرادي (الاسم العلمي:Gammarus locusta) هو نوع من القشريات يتبع جنس الغمار من الفصيلة الغمارية.